# 银耳相思鸟
银耳相思鸟（学名：Leiothrix argentauris），又稱相思鳥、黃嘴玉等，噪鶥科相思鸟属的两种鸟之一，栖息于平原及海拔1000米的小丘，活动于常绿阔叶林、灌丛和竹丛间。分布地域包括：中国（西藏东南部、云南（西部、南部、东部）、广西西南部）、印度、锡金、尼泊尔、孟加拉国、泰国、老挝、越南以及印度尼西亚的苏门答腊西部山区。全球活动范围约为1,130,000平方千米。该物种的保护状况被评为无危。
银耳相思鸟的平均体重约为28.4克。栖息地包括种植园、亚热带或热带的湿润低地林、亚热带或热带的（低地）湿润疏灌丛、亚热带或热带的高海拔疏灌丛和亚热带或热带的湿润山地林。

## 保育狀況
- 被列為《瀕危野生動植物種國際貿易公約》附錄二的物種，被限制出口及貿易。
- 中国国家二级保护动物。